# Minneola (Kansas)
Pour les articles homonymes, voir Minneola (homonymie).
Minneola est une municipalité américaine située dans le comté de Clark au Kansas. Lors du recensement de 2010, sa population est de 745 habitants.

## Géographie
Minneola se trouve à une trentaine de kilomètres au sud de Dodge City, dans le sud du Kansas.
La municipalité s'étend sur 0,46 mille carré (1,19 km2).

## Histoire
Minneola est fondée en 1887 lors de l'arrivée du Chicago, Rock Island and Pacific Railroad. Elle est nommée en l'honneur des épouses de certains de ses premiers habitants : Minnie Davis et Ola Watson. Le bureau de poste de Minneola ouvre l'année suivante ; il se trouvait auparavant dans le village voisin d'Appleton, dont la majorité habitants déménage à Minneola lors de sa création.

## Démographie
Selon l'American Community Survey de 2018, la population de Minneola est blanche à plus de 95 % et 90 % de ses habitants parlent l'anglais à la maison (contre 8 % pour l'espagnol). Le revenu médian par foyer à Minneola est de 60 000 dollars, supérieur au Kansas (57 422 dollars) et proche de la moyenne américaine (60 293 dollars). Son taux de pauvreté de 7,7 % est quant à lui inférieur à l'État (12 %) et au pays (11,8 %),.